# Widerklage
Widerklage ist im deutschen Zivil- und Strafprozess eine Klage, die in einem zwischen Kläger und Beklagtem rechtshängigen Rechtsstreit vom Beklagten ("Widerkläger") gegen den Kläger ("Widerbeklagter") erhoben wird. Im Strafprozess kann sie nur erhoben werden, wenn es sich beim Kläger um einen Privatkläger handelt. Möglich ist die Widerklage im Strafprozess nur in der ersten, im Zivilprozess sowohl in der ersten als auch in der zweiten Instanz. Es genügt die Erhebung bis zum Schluss der letzten mündlichen Verhandlung (§ 256 Abs. 2 ZPO, § 388 Abs. 1 StPO) und im schriftlichen Verfahren (mangels mündlicher Verhandlung) bis zum Ende der Schriftsatzfrist (§ 128 Abs. 2 Satz 2 ZPO). Danach ist sie jeweils unzulässig.
Anders als die Aufrechnung im Prozess, die der Verteidigung gegen eine Klage dient und den Klageanspruch zu Fall bringen kann, stellt die Widerklage einen Gegenangriff dar, der zu einer Verurteilung des Klägers (und Widerbeklagten) führen kann.

## Einzelheiten im Zivilprozess

### Allgemeines
„Durch das Rechtsinstitut der Widerklage soll die Vervielfältigung und Zersplitterung von Prozessen vermieden werden. Zusammengehörende Ansprüche sollen einheitlich verhandelt und entschieden werden können.“
Für die Erhebung einer Widerklage können also Gründe der Prozessökonomie sprechen (Klärung gegenseitiger Ansprüche in nur einem Prozess), aber auch Kostenvorteile, da über die Kosten von Klage und Widerklage nur gemeinsam entschieden werden darf. Die Widerklage dient zudem der Waffengleichheit im Zivilprozess.
Taktisch kann durch eine Drittwiderklage unter Umständen erreicht werden, dass ein Zeuge des Klägers nunmehr selbst zur Partei wird und sich dadurch die Beweismöglichkeiten des Klägers verschlechtern.

### Zulässigkeitsvoraussetzungen

#### Ordnungsgemäße Klageerhebung
Die Erhebung einer Widerklage ist dadurch erleichtert, dass sie nicht nur durch Zustellung eines Schriftsatzes erhoben werden kann, sondern auch durch Geltendmachung in der mündlichen Verhandlung (§ 261 Abs. 2 ZPO). Ferner muss nach § 12 Abs. 2 Nr. 1 GKG kein Gerichtskostenvorschuss geleistet werden.

#### Sachliche Zuständigkeit
§ 33 ZPO trifft keine Regelung der sachlichen Zuständigkeit. Die Zuständigkeitsstreitwerte von Klage und Widerklage sind nach § 5 Hs. 2 ZPO nicht zusammenzurechnen. Erreichen weder Klage noch Widerklage die Streitwertgrenze von 5.000 € (§ 23 Nr. 1 GVG), so ist das Amtsgericht zuständig. Ist das Landgericht für die Klage zuständig, so ist es auch für die Widerklage zuständig, auch wenn deren Streitwert unter 5.000 € liegt. Liegt die Klage unter 5.000 € - ist also das Amtsgericht zuständig, die Widerklage jedoch über 5.000 € - wäre also eigentlich das Landgericht zuständig, kommt es darauf an: Auf Antrag muss das Amtsgericht die Sache an das Landgericht verweisen, § 506 ZPO. Die Parteien können jedoch auch eine Gerichtsstandsvereinbarung treffen oder der Kläger kann sich auf die Widerklage rügelos einlassen (§ 39 ZPO).

#### Örtliche Zuständigkeit (Gerichtsstand)
Der Gerichtsstand für eine Widerklage kann sich
- aus den allgemeinen Gerichtsstandsregelungen (§§ 12 ff. ZPO),
- aus der Regelung eines besonderen Gerichtsstands in § 33 ZPO,
- bei an sich Fehlen eines Gerichtsstandes durch ein rügeloses Einlassen ergeben.

§ 33 ZPO regelt einen besonderen Gerichtsstand.
Dies unter der Voraussetzung einer Konnexität zwischen Klage und Widerklage. Des Weiteren darf für die Widerklage kein – vorrangiger – ausschließlicher Gerichtsstand gelten. Nach § 33 Abs. 2 ZPO ist die besondere Zuständigkeit für die Widerklage auch nicht gegeben, wenn wegen des Streitgegenstandes der Widerklage gemäß § 40 Abs. 2 ZPO die Prorogation unzulässig wäre.

#### Rechtshängigkeit der Hauptklage
Die Widerklage ist im Zivilprozess eine selbstständige Klage, setzt aber ihrerseits eine Klage voraus, gegen die sie sich richten kann: „Die Erhebung einer Widerklage setzt voraus, dass die Klage gegen die beklagte Partei in der Hauptsache im Zeitpunkt der Erhebung noch rechtshängig ist.“
- Nach einer Klagerücknahme ist eine Widerklage nicht mehr zulässig, auch wenn noch die Kostenentscheidung nach § 269 Abs. 3 Satz 3 ZPO aussteht.[5]

War die Widerklage jedoch schon wirksam erhoben, macht eine Klagerücknahme sie nicht unzulässig.
- Entsprechend kommt nach einer beiderseitigen Erledigungserklärung (§ 91a ZPO) eine Widerklage nicht mehr in Betracht[5].
- Wird bei einer Klage gegen mehrere Beklagte die Klage durch ein Teilurteil gegen einen Beklagten (vollständig) beendet, so ist eine Widerklage für diesen Beklagten unzulässig, auch wenn bezüglich dieses Teilurteils noch die Kostenentscheidung im Schlussurteil aussteht.[5]

#### Identische Prozessart
Die Zulässigkeit einer Widerklage setzt voraus, dass die Widerklage in derselben Prozessart wie die Klage durchgeführt werden kann.
- Beispiel: Gegen einen Mahnantrag kann keine Widerklage erhoben werden.

#### Kein gesetzlicher Ausschluss
Nach § 595 Abs. 1 ZPO ist im Urkunden-, Wechsel- und Scheckprozess eine Widerklage gesetzlich ausgeschlossen.

#### Konnexität als Sachurteilsvoraussetzung?
Nach umstrittener Rechtsprechung des BGH ist das Vorliegen einer „Konnexität“ (eines wirtschaftlichen oder rechtlichen Zusammenhanges) Zulässigkeitsvoraussetzung für eine Widerklage. Für Konnexität genüge es, „daß Ansprüche und Gegenansprüche aus demselben Tatbestand hergeleitet werden, oder daß, soweit sie aus verschiedenen Tatbeständen sich ergeben, diese in einem Bedingungsverhältnis zueinander stehen, oder daß, wenn Anspruch und Gegenanspruch verschiedenen Rechtsverhältnissen entspringen, diese nach ihrem Zweck und nach der Verkehrsanschauung wirtschaftlich als ein Ganzes, als ein innerlich zusammengehöriges Lebensverhältnis erscheinen“.
In der Literatur wird die Konnexität überwiegend nur als für den besonderen Gerichtsstand erheblich gehalten und gegen die Auffassung des BGH unter anderem die Stellung von § 33 ZPO bei den anderen Gerichtsständen, die Ausgestaltung als besonderen und nicht ausschließlichen Gerichtsstand sowie die in § 145 Abs. 2 ZPO vorgesehene Möglichkeit der Prozesstrennung einer „unkonnexen“ Widerklage von der Klage angeführt. Auf den Streit kommt es nicht an, wenn sich der Kläger auf die Widerklage rügelos einlässt und das Fehlen der Zulässigkeitsvoraussetzung nach § 295 ZPO dann geheilt wird oder die Konnexität ohnehin vorliegt.

#### Eingeschränkte Zulässigkeit in der Berufung
In der Berufungsinstanz ist die Erhebung einer Widerklage zwar grundsätzlich zulässig, § 525 ZPO, aber nur unter besonderen Voraussetzungen (§ 533 ZPO i. V. m. § 529 ZPO).

#### Gebühren
Das Zusammentreffen von Klage und Widerklage wirkt sich auf die Höhe der Gerichts- und Rechtsanwaltsgebühren aus. Nach § 45 Abs. 1 Satz 1 GKG werden zur Gebührenberechnung grundsätzlich die mit der Klage und der Widerklage geltend gemachten Ansprüche zusammengerechnet. Ausnahmsweise ist aber gemäß § 45 Abs. 1 S. 3 GKG alleine auf den höheren Anspruch abzustellen, wenn die Gegenstände beider Klagen identisch sind. Gegenstand meint hier nicht den prozessualen Streitgegenstand: Nach der Identitätsformel sind die Gegenstände beider Klage vielmehr dann identisch, wenn die beiderseitigen Ansprüche sich dergestalt ausschließen, dass die Zuerkennung des einen die Aberkennung des anderen notwendigerweise bedingt. Derselbe Gegenstand liegt somit bspw. bei Klage auf Leistung aus einem Vertrag und Widerklage auf Feststellung des Nichtbestehens des Vertrags vor; in diesem Fall wäre also auf den höheren Anspruch abzustellen. Verschiedene Gegenstände liegen bspw. bei Klage auf Lieferung der Kaufsache und Widerklage auf Schadensersatz vor; in diesem Fall wären beide Ansprüche zu addieren.

### Besondere Formen der Widerklage

#### Eventualwiderklage (Hilfswiderklage)
Die Widerklage kann auch hilfsweise erhoben werden (Eventual- oder Hilfswiderklage). Als Prozesshandlung ist auch die Widerklage zwar grundsätzlich bedingungsfeindlich. Zulässig ist es jedoch im Verhältnis zum Kläger, die Widerklage von einer innerprozessualen Bedingung abhängig zu machen. Dann wird über die Widerklage nur entschieden, falls die gesetzte Bedingung eintritt.

„Der mit der Widerklage geltend gemachte Anspruch muss nicht unmittelbar von dem Klageanspruch abhängig sein.“

Der Hauptfall einer zulässigen innerprozessualen Bedingung ist die Abhängigkeit der Widerklage vom Erfolg oder Misserfolg der Klage. Terminologisch wird zwischen einer echten und einer unechten Eventualklage unterschieden:
- Wird eine Widerklage nur für den Fall erhoben, dass der Kläger mit seiner Hauptklage obsiegt, spricht man von einer echten Eventualklage (einem echten Eventualantrag; einem echten Eventualverhältnis).
- Wird eine Widerklage nur für den Fall erhoben, dass der Kläger mit seiner Hauptklage verliert, spricht man von einer unechten Eventualklage usw.

Beispiele:
- Der Kläger klagt auf 5.000 € Kaufpreisforderung. Der Beklagte bestreitet diese, rechnet hilfsweise mit einer Gegenforderung in Höhe von 5.000 € auf und erhebt hilfsweise für den Fall der Unzulässigkeit der Aufrechnung eine Hilfswiderklage. Dies ist ein Fall einer echten Eventualklage.
- Wird die Widerklage erhoben nur für den Fall, dass die Aufrechnung mangels Bestehen einer Klageforderung ins Leere geht, liegt ein unechtes Eventualverhältnis vor.
- Dem Beklagten ist unbenommen, seine Widerklage sowohl für den Fall des Obsiegens des Klägers (Klageforderung besteht, (Hilfs-)Aufrechnung greift nicht durch) als auch für den Fall des Unterliegens des Klägers (Klageforderung besteht z. B. nicht) zu erheben.
Im Arbeitsrecht dürfte es auf Grund der Unsicherheiten bezüglich der Zulässigkeit einer Aufrechnung (Lohnpfändungsschutz) regelmäßig ein Anwaltsfehler des Arbeitgebervertreters sein, im Fall einer Lohnzahlungsklage nicht hilfsweise zu einer erklärten Aufrechnung auch eine Widerklage zu erheben.
Im Verhältnis zu einem Dritten (Drittwiderklage) ist eine Hilfswiderklage unzulässig: „Denn es ist keinem Prozessgegner zuzumuten, sich auf ein Verfahren einzulassen, bei dem die Möglichkeit besteht, dass es sich wieder in ein rechtliches Nichts auflöst.“

#### Drittwiderklage
Möglich ist auch die Beteiligung Dritter (sogenannte Drittwiderklage oder parteierweiernde Widerklage):
- Der Beklagte verklagt neben dem Kläger als Streitgenossen auch einen Dritten (häufigster Fall; Motiv ist unter Umständen die Ausschaltung des Dritten als Zeugen).
- Der Beklagte verklagt nur einen Dritten (isolierte Drittwiderklage).
- Ein Dritter verklagt als Streitgenosse gemeinsam mit dem Widerkläger den Kläger.

Die Behandlung dieser Fälle ist im Einzelnen streitig.

#### Zwischenfeststellungswiderklage (§ 256 Abs. 2 ZPO)
Nach § 256 Abs. 2 ZPO kann unter Umständen eine Zwischenfeststellungswiderklage erhoben werden, die dazu dient, die Rechtskraft einer Entscheidung auf ein vorgreifliches Rechtsverhältnis zu erstrecken.

#### Petitorische Widerklage
Eine petitorische Widerklage ist eine Widerklage, mit der ein Recht zum Besitz (bspw. aus Eigentum) gegen eine possessorische Besitzschutzklage (§ 861, § 862 BGB) geltend gemacht wird.
Nach dem Bundesgerichtshof widerspricht dies nicht § 863 BGB, "wonach gegenüber Besitzschutzansprüchen (§ 861, § 862 BGB) grundsätzlich keine Einwendungen aus dem Recht zum Besitz oder zur Vornahme der störenden Handlung erhoben werden können." "Gegen die Zulassung einer entsprechenden Widerklage gegenüber Besitzschutzklagen könnten hiernach Bedenken aus Sinn und Zweck des § 863 BGB nur dann hergeleitet werden, wenn die Widerklage die Entscheidung über die Klage verzögerte. Ein solches Bedenken wird aber dadurch ausgeräumt, dass, wenn die Klage entscheidungsreif ist, das Gericht darüber durch Teilurteil zu entscheiden hat, ohne die Entscheidungsreife auch der Widerklage abwarten zu dürfen" (§ 301 ZPO).

#### Wider-Widerklage
Die Wider-Widerklage ist eine Widerklage des Klägers gegen die Widerklage des Beklagten. Sie ist nur zulässig, wenn die Widerklage noch rechtshängig ist: "Eine Wider-Widerklage kann in einem Rechtsstreit, in dem über eine Widerklage bereits rechtskräftig entschieden worden ist, nicht mehr erhoben werden." Ist sie zulässig, genießt sie die Vorteile einer Widerklage: "Wurde eine Wider-Widerklage durch die eigentliche Widerklage veranlasst und steht sie mit dieser im Zusammenhang iSd ZPO § 33, so ist sie nicht nach den Vorschriften über die Klageänderung, sondern nach denjenigen über die Widerklage zu behandeln". D.h. weder ist § 263 ZPO anzuwenden noch ist ein Gerichtskostenvorschuss zu zahlen und § 33 ZPO ist für den Gerichtsstand anwendbar.

## Einzelheiten im Strafprozess
Im Strafprozess wird über Klage und Widerklage gleichzeitig entschieden. Die Widerklage ist nur zulässig, wenn die mittels durch sie beklagte Tat den Beklagten verletzt hat und in Zusammenhang mit dem Gegenstand der ursprünglichen Klage steht. Außerdem muss sie ebenfalls mit einer Privatklage verfolgbar sein. Sollte der (ursprüngliche) Kläger nicht zugleich der Verletzte sein (bspw. wenn der Verletzte minderjährig ist und ein gesetzlicher Vertreter als Kläger auftritt), hat eine Widerklage die Vorladung des Verletzten zur Folge, sofern dieser in der Gerichtsverhandlung nicht ohnehin anwesend ist.
Nimmt der Kläger seine Klage zurück, bleibt die Widerklage gemäß § 388 Abs. 4 StPO davon unberührt.